# 拉普雷维耶尔
拉普雷维耶尔（法語：La Prévière，法語發音：[la pʁevjɛʁ] ⓘ）是法国曼恩-卢瓦尔省的一个旧市镇，属于瑟格雷区。2016年12月15日，拉普雷维耶尔和相邻的另外9个市镇合并为新市镇翁布雷当茹（Ombrée d'Anjou）。

## 地理
拉普雷维耶尔（47°43'3"N, 1°10'40"W）面积7.24 平方千米，位于法国卢瓦尔河地区大区曼恩-卢瓦尔省，该省份为法国西部内陆省份，大致对应安茹地区，北起顺时针与马耶讷省、萨尔特省、安德尔-卢瓦尔省、维埃纳省、德塞夫勒省、旺代省、大西洋卢瓦尔省和伊勒-维莱讷省接壤。
与拉普雷维耶尔接壤的市镇（或旧市镇、城区）包括：普昂塞、瑞涅德穆捷、阿尔马耶、卡尔拜。
拉普雷维耶尔的时区为UTC+01:00、UTC+02:00（夏令时）。

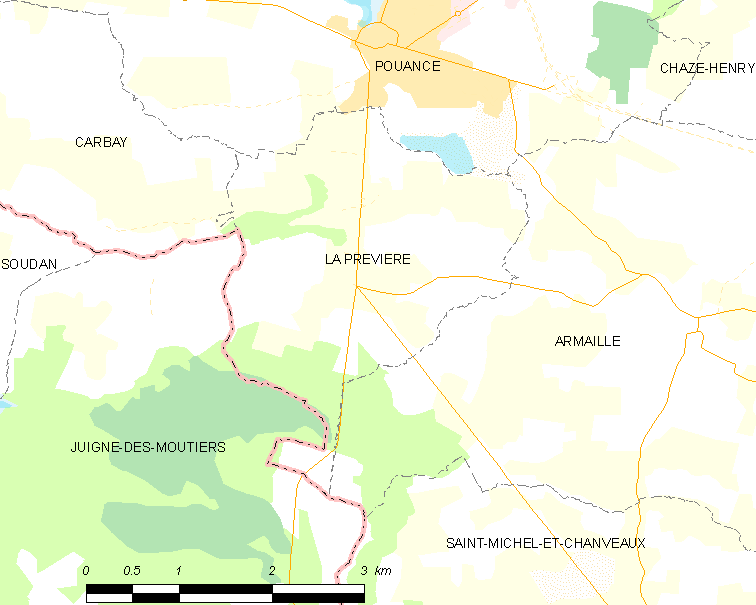
拉普雷维耶尔的OSM定位图

## 行政
拉普雷维耶尔的邮政编码为49420，INSEE市镇编码为49250。

## 政治
拉普雷维耶尔所属的省级选区为蓝色安茹地区瑟格雷县。

## 人口

1962-2008年间拉普雷维耶尔人口变化图示

拉普雷维耶尔于2018年1月1日时的人口数量为238人。